# 杭州路 (元朝)
杭州路，中国元朝时设置的路。
至正十五年（1278年），改南宋的临安府为杭州路。杭州路作为江浙行省的治所。治所在钱塘县和仁和县两县（今浙江省杭州市）。下辖钱塘县、仁和县、余杭县、临安县、潛縣、新城县、昌化县、富阳县、海宁州。包括今浙江省桐溪、富春江以北，天目山东南地区、杭州湾北海宁市等地。韩宋龙凤十二年（1366年）吴王朱元璋改杭州路为杭州府。